# Ciśnienie ssawne
Ciśnienie ssawne – ciśnienie czynnika we wlocie do pompy, maszyny sprężającej lub silnika.